# Pilchowice Bierawka
Pilchowice Bierawka – nieczynny wąskotorowy przystanek kolejowy w Pilchowicach, zlokalizowany w kilometrze 31,4 linii kolejowej Bytom Karb Wąskotorowy - Markowice Raciborskie Wąskotorowe Górnośląskich Kolei Wąskotorowych. W latach 1899–1945 odcinek, na którym znajduje się ten przystanek był częścią kolei Gliwice Trynek - Rudy - Racibórz. Powstał w kilka lat po II wojnie światowej i funkcjonował do 1991 roku.